# Trollhättan
Trollhättan è una città della Svezia occidentale nella Contea di Västra Götaland.
Fu progressivamente edificata dal 1967 al 1974, quando fu decisa la fusione con le altre municipalità confinanti.
Vi si trovava il quartier generale della casa automobilistica Saab.

## Storia
La storia della città è strettamente legata a quella del fiume e delle sue cascate. Il primo sviluppo della città si ebbe con la costruzione del canale Trollhättan nel 1800 e del suo prolungamento, il canale Göta, che permise di superare l'ostacolo costituito dalla cascata per il trasporto fluviale. Poi, nel 1910, la potenza della corrente del fiume, da tempo utilizzata dai mulini ad acqua, fu sfruttata per la produzione di energia elettrica, con la costruzione della centrale idroelettrica di Olidan, che segnò la fondazione del gigante svedese dell'energia Vattenfall. Questo ha dato il via a una seconda fase di sviluppo, con la fondazione dell'azienda Saab nella città.
Nella città fu ambientato il film Fucking Åmål, benché la cittadina di Åmål sia poco distante sempre nella stessa contea.
Il 22 ottobre 2015, in una scuola della città, avvenne un attentato che causò 4 morti e 2 feriti.